# Пријам
Пријам, (грч. Πρίαμος) (лат. Proetus) је син Лаомедонта и његове жене Леукипе. Последњи краљ града Троје. Владао Тројом у време Тројанског рата.

## Митологија
Пријам се изворно звао Подарк (грч. Ποδάρκης), Podárkos = лаке ноге. Као Подарк, он је спречио Херакла да га убије, поклонивши му златни вео којег је исткала његова сестра Хезиона. У знак захвалности што се спасао смрти, Подарк је променио име у Пријам - Пријам на грчком језику значи откупљен.
Пријам је на престо Троје наследио свог оца Лаомедонта, кога је, из освете или издаје, убио Херакло. Пријам је од свог оца наследио потпуно опустошен и опљачкан град, али је веома брзо постао један од најмоћнијх краљева. Владао је, поред Троје и целом Троадом и још неким областима у Малој азији, Тракијом, и неким острвима у Егејском мору.
На тројанској висоравни је имао предивну и раскошну палату у којој је живео са својим женама. Он је имао више жена, са којима је имао више од педесеторо деце, а прва жена му је била Хекаба са којом је имао деветнаест синова и неколико кћери.
Пријамов најстарији син био је Езак којег је имао са женом Аризбом, а који је погинуо пре Тројанског рата. Најпознатији потомци су му били Хектор, Парис и Касандра.
Његов син Хектор познат је као најхрабрији тројански ратник који је своју домовину, девет година успешно бранио од ахајских напада.
У уништењу Троје, у Тројанском рату, Пријама је брутално убио Ахилејев син Неоптолем - Неоптолем је у Вергилијевој Енејиди опеван под именом Пир.